# レディグレイ
レディグレイ（英語: Lady Grey）はフレーバーティーに分類される紅茶で、アールグレイのバリエーションの一つ。レモンピールとオレンジピールオイルが加えられていて、アールグレイのようにベルガモットの香りが特徴であるが、その濃度はアールグレイよりも低い。
レディグレイの名はアールグレイの語源となったチャールズ・グレイ (第2代グレイ伯爵)の妻メアリー・エリザベス・グレイ（グレイ夫人）に因む。
レディグレイはトワイニング社の登録商標マークでもある。トワイニングのブレンドは紅茶、ダイダイ、レモン、ベルガモット、それにヤグルマギクの花弁が加えられている。他社のレディグレイはダイダイの代わりまたはダイダイに加えてラベンダーがブレンドされている。 
レディグレイは現代の発明であり、1990年代初頭にトワイニングによって、アールグレイよりも香りにくせのない紅茶として北欧市場に売り出すために作られた。1994年にノルウェーで最初に販売され、イギリスでは1996年に、日本では2001年に本格的に取り扱いが始まった。

## 脚註
1. ↑  Shapiro, Robert. “LADY GREY - Reviews and brand information”. 2012年8月29日閲覧。
2. 1 2  “紅茶の基礎知識 - ライブラリー 紅茶 - 片岡物産”. 片岡物産株式会社 オフィシャル サイト. 2023年10月25日閲覧。
3. ↑  Wallop, Harry. “Lady Grey tea: fact file”. 2012年10月18日閲覧。